# Saussurea baicalensis
Saussurea baicalensis là một loài thực vật có hoa trong họ Cúc. Loài này được (Adams) B.L.Rob. miêu tả khoa học đầu tiên năm 1911.